# 笹澤豊
笹澤 豊（ささざわ ゆたか、1950年2月28日 - ）は、日本の哲学者。筑波大学名誉教授。

## 略歴
茨城県石岡市生まれ。茨城県立水戸第一高等学校を卒業し、東京大学理科二類に入学。1973年東京大学文学部を卒業し、茨城県庁に入る。1977年から1982年筑波大学大学院哲学・思想研究科修了、文学博士。1982年筑波大学哲学・思想学系助手となり、1986年講師、1991年助教授を経て、1998年筑波大学人文社会科学研究科教授。2011年退任、名誉教授。1983年『ヘーゲル哲学形成の過程と論理』で日本倫理学会和辻賞受賞。

## 著書
- 『ヘーゲル哲学形成の過程と論理』晢書房、1983年。 NCID BN01495844。
- 『<権利>の選択』勁草書房 1993、ちくま学芸文庫 2021
- 『道徳とその外部 神話の解釈学』勁草書房 1995
- 『小説・倫理学講義』1997 講談社現代新書
- 『自分の頭で考える倫理 カント・ヘーゲル・ニーチェ』ちくま新書 2000
- 『環境問題を哲学する』藤原書店 2003
- 『哲学史の劇場 プラトンからヘーゲルまで』筑波大学出版会 2009

### 翻訳
- D.ヘンリッヒ『ヘーゲル哲学のコンテクスト』中埜肇監訳 晢書房 1987

## 論文
- <笹澤豊